# 暖暖安德宮
25°06′08″N 121°44′19″E / 25.102137°N 121.738661°E
暖暖安德宮，是位於臺灣基隆市暖暖區暖暖里的媽祖廟，為暖暖的信仰中心，其媽祖稱為「暖暖媽祖」。

## 建築
此媽祖廟位於暖暖老街底，地址是暖暖街63號，為安溪人在嘉慶六年（1801年）建立。為暖暖三大廟之一，另外兩座同樣是清朝建立的暖暖東興廟、有應公廟。
廟前碑林篆刻著基隆人士周玉謙、王廷理、王溥、周植夫、何崇嶽、周枝萬、王雪樵、倪蔣懷、陳其寅的詩文，為書法家蔣孟樑所揮毫，1996年5月26日揭幕。廟身左側為咸豐己未年（1859年）成立的北管樂團-基隆靈義郡。
廟身在咸豐與光緒年皆有整修。1900年至1907年作為暖暖公學校（今暖暖國小）使用。原為三級古蹟，在1985年被行政院文化建設委員會解除列管，去除古蹟身分。1996年又一次大整建後，已不復當年歷史原味。
廟門橫聯右邊寫「谿水流東」，意指朝東注入基隆河的暖暖溪，暗示風水有財源滾滾之意。門口的石龍、石獅較特別，有打通鼻孔，像當地暖暖里里長陳建興等當地人認為撫摸其可生男孩。這些雕像為1958年進行重建時所增加。
原先為木質的廟柱在咸豐年間換成石柱，廟方還保有同治年間的石柱、及建廟時的香爐。今石柱上有于右任、何應欽、白崇禧等人的題字。柱頂有憨番扛廟角的塑像。
寫有「慈恩永澤」的匾額為時任行政院長的江宜樺於2013年母親節所贈，他為暖暖當地人。此外，許效舜也是該地人，父親許義隆就擔任此廟主委。

## 祭祀

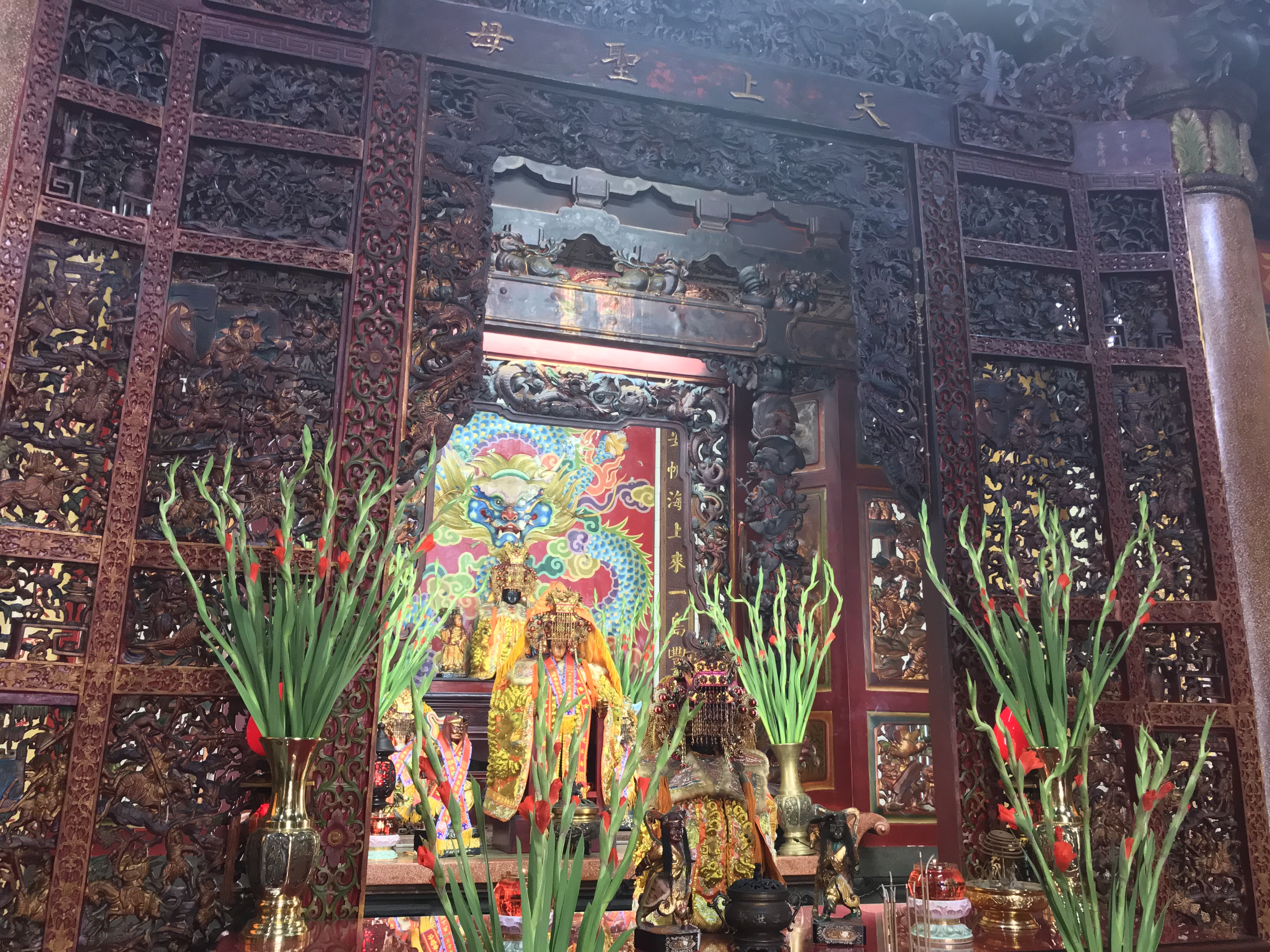
大殿上供奉三尊媽祖，採取三進廳作法，一進的三媽負責顧庄遊境，二進的二媽負責到其他廟宇參訪，三進的大媽負責鎮殿。

廟方主委鄭怡信表示，在乾隆年間有福建人來台做生意，船上就有媽祖、清水祖師及保儀大夫神像，至嘉慶年間就建立此廟來祭祀，後在地方人士建議下，也增設文昌殿以供奉文昌帝君。
廟爲暖暖的信仰中心，媽祖稱為「暖暖媽祖」，農曆三月廿三日會舉行遶境遊行。